# X Camelopardalis
X Camelopardalis är en förmörkelsevariabel av Mira Ceti-typ i stjärnbilden Giraffen. 
Stjärnan har magnitud +7,4 och når i förmörkelsefasen ner till +14,2 med en period på 143,56 dygn. 
P 143,56 7.4 - 14.2 V